# Claudia de Medici

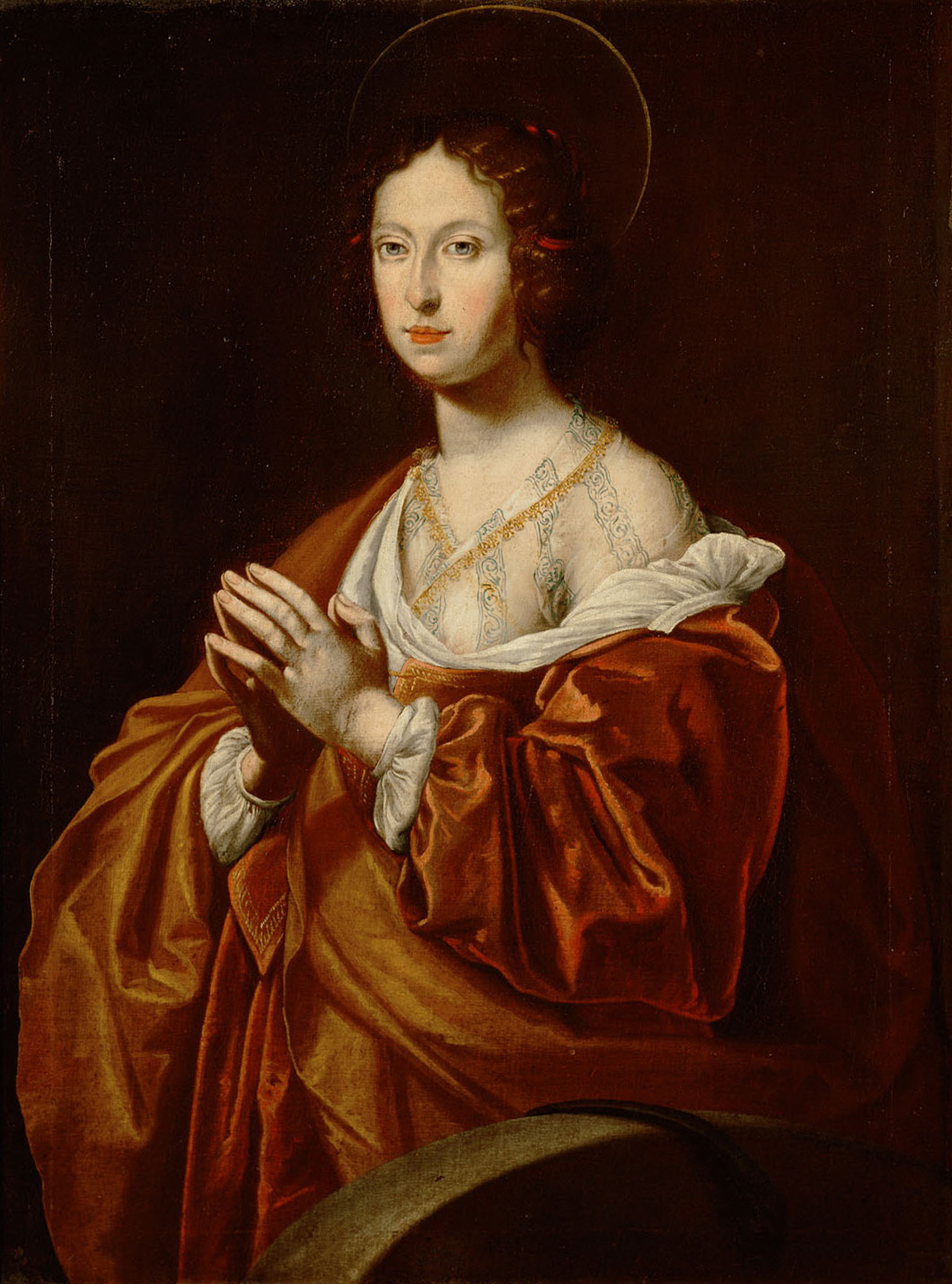
Lorenzo Lippi, Santa (Ritratto di Claudia de Medici).

Claudia de' Medici, född 1604, död 1648, var en österrikisk ärkehertiginna och regent. Hon var gift med hertig Leopold V Främre Österrike. Hon var regent i Främre Österrike (Tyrolen) som förmyndare för sin son, Ferdinand Karl av Främre Österrike, från 1632 till 1646.

## Biografi
Claudia de Medici var dotter till storhertig Ferdinand I av Toscana och Christina av Lothringen. Hon gifte sig 1620 med Francesco Maria II della Rovere, hertig av Urbino. Paret fick en dotter, Vittoria della Rovere, som gifte sig med Claudias brorson. Hon blev änka 1623. 
Claudia de Medici gifte om sig med Leopold V av Främre Österrike 19 april 1626. Paret fick fem barn. Vid Leopolds död 1632 efterträddes han som monark i Främre Österrike av deras son Ferdinand Karl, men eftersom Ferdinand Karl var omyndig, inrättades en förmyndarregering att styra fram till hans myndighetsdag. Claudia blev då regent och ledde regeringen tillsammans med fem direktörer fram till år 1646. Claudia utnyttjade Österrikes försvagade kejsarmakt under trettioåriga kriget till att bedriva en expansiv utrikespolitik för Tyrolens räkning. Hon stödde också motreformationen i sina territorier.  